# كوندواني متونغا
كوندواني متونغا (بالإنجليزية: Kondwani Mtonga)‏ (مواليد 12 فبراير 1984) هو لاعب كرة قدم زامبي يلعب لصالح نادي نورث إيست يونايتد في دوري السوبر الهندي على سبيل الإعارة من نادي زيسكو يونايتد الزامبي.

## روابط خارجية
- كوندواني متونغا على موقع قاعدة بيانات كرة القدم.إي يو (الإنجليزية)
- كوندواني متونغا على موقع ناشيونال فوتبول تيمز (الإنجليزية)
- كوندواني متونغا على موقع Soccerway.com (الإنجليزية)
- كوندواني متونغا على موقع كووورة
- كوندواني متونغا على موقع GSA (الإنجليزية)